# Vítězslava Kaprálová
Vítězslava Kaprálová (24. ledna 1915 Brno – 16. června 1940 Montpellier) byla česká hudební skladatelka a dirigentka.

## Život
Vítězslava Kaprálová se narodila v hudební rodině. Otec Václav Kaprál byl majitel hudební školy v Králově Poli, hudební skladatel a profesor skladby na brněnské konzervatoři. Její matka, Vítězslava Kaprálová, rozená Viktorie Uhlířová, byla aprobovaná učitelka zpěvu. Velký talent Vítězslavy Kaprálové (dcery) se projevil již v dětství. V devíti letech napsala svou první skladbu V říši bájí.

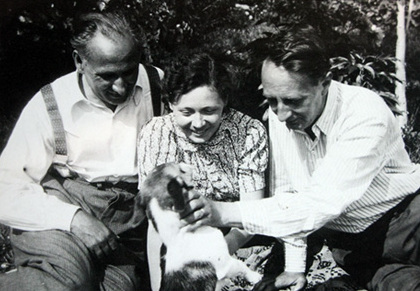
Václav Kaprál, Vítězslava Kaprálová а Bohuslav Martinů

V roce 1930 začala studovat na brněnské konzervatoři skladbu u Viléma Petrželky a dirigování sboru u Viléma Steinmana a orchestru u Zdeňka Chalabaly. Konzervatoř absolvovala v červnu 1935 Klavírním koncertem d-moll, který vzbudil značný ohlas již tím, že svou skladbu na absolventském koncertě také dirigovala. Pokračovala studiem na mistrovské škole pražské konzervatoře (profesoři Vítězslav Novák a Václav Talich). Graduovala svou nejznámější orchestrální skladbou Vojenská symfonieta, kterou  provedla v listopadu 1937 v Praze s Českou filharmonií. S pomocí francouzského státního stipendia odjela studovat v roce 1937 na École normale de musique do Paříže, kde se zapsala do třídy dirigenta Charlese Muncha. Soukromě pak ještě studovala skladbu u Bohuslava Martinů, jehož cembalový koncert dirigovala 2. června 1938 v Paříži. Krátce poté odjela na festival Mezinárodní společnosti pro soudobou hudbu, který se konal v Londýně a jejž 17. června zahájila svou symfonietou, kterou opět dirigovala – tentokrát byl jejím orchestrem BBC Orchestra. Poté odjela na několik měsíců zpět do Brna, což byla její poslední návštěva domova.
Do Paříže se vrátila v lednu 1939. Ve francouzské metropoli, kde zůstala i po německé okupaci zbytku českých zemí v březnu 1939, se Kaprálová pohybovala v prostředí české umělecké kolonie a zde také poznala svého budoucího muže Jiřího Muchu, syna malíře Alfonse Muchy. Jejich svatba se konala 23. dubna 1940. Jiří Mucha jejich velice krátkému soužití věnoval knihu Podivné lásky (1988).
V době, kdy již Paříž byla ohrožována německými vojsky, se u Kaprálové objevily první příznaky nemoci, na kterou mladá skladatelka 16. června 1940 v jihofrancouzském Montpellieru, kam byla evakuována svým manželem, v pětadvaceti letech zemřela. Jako jedna z nejpravděpodobnějších příčin jejího úmrtí je dnes udávána tyfoidní horečka. V minulosti často uváděné diagnóze miliární tuberkulózy, nesprávně prohlašované za oficiální, neodpovídá lékařská zpráva z fakultní nemocnice v Montpellier, popisující nález průzkumné laparoskopie, která se zachovala v dobové korespondenci. Další možná příčina úmrtí je střevní nádor (podle dodatečné poznámky v matrice zemřelých, která je uložena v archivu radnice v Montpellier). V již zmíněné lékařské zprávě je ale zmíněn přesněji jako novotvar v pravé kyčelní prohlubni, jehož existenci je možné vysvětlit perforací terminálního ilea bakterií zodpovědnou za tyfoidní horečku.
V roce 1946 udělila Česká akademie věd Vítězslavě Kaprálové členství in memoriam. V té době se členstvím této instituce mohlo vykázat pouhých deset žen, z celkových 648 členů Akademie.

## Odkaz

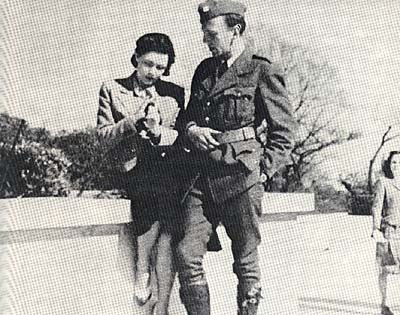
Vítězslava Kaprálová a Jiří Mucha

I přesto, že se dožila pouhých 25 let, stačila složit více než čtyřicet skladeb (klavírní, komorní, orchestrální, vokální). Už za skladatelčina života byla její hudba vysoce ceněna (vyhrála několik skladatelských soutěží a obdržela řadu ocenění a několik finančních cen, například Smetanovu cenu v roce 1938 a v roce 1939 cenu Svatoboru). Všechny skladby Vítězslavy Kaprálové byly vydány tiskem, některé ještě za jejího života. V současné době mezi její hlavní vydavatele patří Vydavatelství a nakladatelství Českého rozhlasu, Amos Editio a Editio Bärenreiter.  Nahrávky jejích skladeb dosud vydala česká hudební vydavatelství Supraphon, Radioservis (Český rozhlas), Studio Matouš a ArcoDiva, v zahraničí především Naxos a dále Koch International Classics, Chandos, cpo, Delos Music, Gramola, Albany Records, Centaur Records, Db Productions, Claves Records, Orchid Classics, IBS Classical, EuroArts, Analekta, Prospero Classical, Querstand Records, Alba Records, Slovart Music a řada dalších. 
Patří k nejhranějším českým skladatelkám, a to nejen doma, ale zvláště v zahraničí a její hudba k nejvysílanějším – pravidelně ji do programu zařazuje např. stanice Vltava (Český rozhlas 3). U příležitosti stého výročí skladatelčina narození v roce 2015 jí BBC Radio 3 věnovalo pětihodinový rozhlasový dokument v rámci pořadu Composer of the Week. V roce 2021 ji zařadilo muzeum Musée de l'homme na výstavu Portraits de France, která proběhla pod záštitou Emmanuela Macrona od prosince 2021 do února 2022 v Paříži.
V Brně je po Vítězslavě Kaprálové pojmenována ulice v Černovicích a základní umělecká škola na Palackého třídě v Králově Poli. Od roku 2001 nosí její jméno i smyčcové kvarteto. Dne 20. ledna 2015 byla ke stému výročí jejího narození vydána příležitostná poštovní známka z emise „Osobnosti“ s jejím portrétem, v nominální hodnotě 17 Kč.

## The Kapralova Society
O skladatelčin hudební odkaz pečuje od roku 1998 kanadská hudební společnost The Kapralova Society. Společnost umožnila a podpořila vydání veškerého díla Vítězslavy Kaprálové tiskem a na hudebním nosiči, podporuje provedení skladatelčina díla ve světových premiérách, k nimž nezřídka dává podnět, spolupracuje na přípravě rozhlasových a filmových dokumentů o skladatelce, provozuje webové stránky, vydává odborné periodikum a antologii skladatelčiny korespondence.

## Dílo (výběr)
- Suite en miniature, op. 1, pro klavír/malý orchestr
- Dvě skladby pro housle a klavír, op. 3
- Dvě písně, op. 4 pro zpěv a klavír
- Leden pro zpěv, flétnu, dvoje housle, violoncello a klavír
- Cyklus písní Jiskry z popele, op. 5 pro zpěv a klavír
- Sonáta appassionata, op. 6, pro klavír
- Klavírní koncert d-moll, op. 7
- Smyčcový kvartet, op. 8
- Groteskní passacaglia pro klavír
- Tři klavírní skladby, op. 9
- Cyklus písní Jablko s klína, op. 10
- Smutný večer, pro zpěv a symfonický orchestr
- Vojenská symfonieta op. 11, pro symfonický orchestr
- Cyklus písní Navždy, op. 12
- Dubnová preludia, op. 13, pro klavír
- Sbohem a šáteček, op. 14, pro vyšší hlas a klavír/symfonický orchestr
- Ilena, op. 15. Kantáta pro sóla, smíšený sbor, velký orchestr a recitátora
- Variace na zvony kostela St-Étienne-du-Mont, op. 16, pro klavír
- Dva ženské sbory a cappella, op. 17
- Trio pro hoboj, klarinet a fagot
- Elegie pro housle a klavír
- Vteřiny roku, op. 18 pro zpěv a klavír
- Suita rustica, op. 19 pro symfonický orchestr
- Partita, op. 20, pro smyčcový orchestr a klavír
- Concertino pro housle, klarinet a orchestr, op. 21
- Cyklus písní Zpíváno do dálky, op. 22 pro vyšší hlas a klavír
- Deux ritournelles op. 25, pro violoncello a klavír

## Diskografie (výběr)
- Vítězslava Kaprálová: Klavírní dílo. EuroArts EA 2069107
- Vítězslava Kaprálová: Kompletní dílo pro sólový klavír. Grand Piano GP 708
- Vítězslava Kaprálová: Smyčcový kvartet. Radioservis CRO618-2
- Vítězslava Kaprálová: Klavírní koncert a další skladby pro klavír. Radioservis CRO577-2
- Vítězslava Kaprálová: Písně. Supraphon SU 3752-2 231
- Vítězslava Kaprálová: Orchestrální dílo. Radioservis CRO791-2
- Vítězslava Kaprálová: Orchestrální písně, Suite en miniature, Vánoční preludium pro orchestr, atd. Naxos 8.574144
- Vítězslava Kaprálová: Orchestrální dílo. CPO 555 568-2

## Odraz v umění

### v hudbě (výběr)
- Václav Kaprál: Ukolébavky jara, Dvě vzpomínky, Předtucha, Milodějné kvítí
- Bohuslav Martinů: Smyčcový kvartet č. 5, Adagio
- Miloš Sokola: Variace na téma Vítězslavy Kaprálové pro velký orchestr
- Pavel Blatný: Podivné lásky (Dramatické scény)
- Kateřina Růžičková: Life Attitudes pro klavír a smyčcový orchestr
- Daniela Kosinová: Omnia vincit amor, pro nižší hlas a smyčcový kvartet
- Jaroslav Svěcený: Skladba pro sólové housle na motiv Vítězslavy Kaprálové
- Wolfgang Mastnak: Klangmomente für klavier solo nach motiven von Vítězslava Kaprálová
- Milica Paranosic: New Bohemian Suite on melodies of Vítězslava Kaprálová and Alma Mahler
- Erik Entwistle: 6 Variations on a Theme by Vita Kaprálová[24]

### v literatuře (výběr)
- Jiří Mucha: novely a romány Most, Studené slunce a Podivné lásky
- Simon Mawer: Skleněný pokoj

### ve výtvarném umění (výběr)
- Marina Richterová : návrh poštovní známky k výročí 100 let narození Vítězslavy Kaprálové [25]
- Martin Hlavatý: výtvarná pohlednice k výročí 100 let narození Vítězslavy Kaprálové [26]

### ve filmu, divadle, rozhlasové hře (výběr)
- Hana Roguljič: Vítězslava. "Koho bohové milují, umírá mladý." Rozhlasová hra o nejtalentovanější české skladatelce Vítězslavě Kaprálové. Hudba Jan Trojan. Dramaturgie Renata Venclová. Režie Aleš Vrzák. Osoby a obsazení: Vítězslava Kaprálová (Magdaléna Borová), Bohuslav Martinů, skladatel (Lukáš Hlavica), Jiří Mucha, spisovatel (Marek Holý), Vítězslav Novák, skladatel (František Němec), Vituše Kaprálová, matka Vítězslavy (Taťjana Medvecká), Václav Kaprál, otec Vítězslavy (Igor Bareš), Charlotte Martinů, švadlena (Lucie Juřičková), Rudolf Firkušný, klavírista (Miloslav König), Rudolf Kopec, snoubenec (David Matásek), Senátorka Plamínková (Eva Salzmannová), Edvard Beneš (Jan Novotný), Lékař Liškutín (Martin Finger), londýnský prodavač (Ian Richard Willoughby), francouzské hlasy (Pierre Meignan, Soňa Jarošová). Natočeno v roce 2014, jako nahrávku vydal v r. 2015 Český rozhlas pod názvem Vítězslava. [27]
- Vítězslava Kaprálová je zmiňována v šesté a deváté epizodě třetí řady televizního seriálu Amazonu Mozart in the Jungle.
- Vítězslava Kaprálová je námětem divadelní hry Kateřiny Tučkové Vitka v repertoáru brněnského Divadla Husa na provázku. Premiéra 23. února 2018.[28][29][30]